# Polska z góry
Polska z góry – serial dokumentalny o tematyce krajoznawczo-historycznej. Ujęcia kręcone są za pomocą drona, do wysokości 500 metrów. W czterech pierwszych sezonach widzowie, w internetowym głosowaniu, wyłaniali miejscowość, która była następnie realizowana w odcinku specjalnym. Od piątej serii postanowiono zarzucić ten zwyczaj.

## Historia
Inspiracją dla powstania serialu był emitowany w Wielkiej Brytanii Świat z góry i Ziemia z nieba Yanna Arthus-Bertranda. W brytyjskiej produkcji do zrobienia zdjęć wykonano helikopter, natomiast w Polsce wykorzystano drona. Z powodu ogromnej popularności powstały 3 spin-offy serii: Polska z góry. Zamki dworki i pałace, Polska z góry: nad wodą. 

## Lista odcinków

### Sezon 1, 2017 r.
1. Warszawa
2. Międzyodrze
3. Bieszczady
4. Góry Stołowe
5. Warmia
6. Przemkowski Park Krajobrazowy
7. Dolina Dolnej Wisły
8. Dolina Bugu
9. Chełm
10. Suwalszczyzna
11. Pomorze
12. Kaszuby
13. Pokrzydowo (Pojezierze Brodnickie)

### Sezon 2, 2018 r.
1. Karkonosze
2. Opolszczyzna
3. Dolina Bobru
4. Park Mużakowski
5. Żuławy
6. Dolina Baryczy
7. Biebrzański Park Narodowy (Biebrza)
8. Świnoujście
9. Szlak Piastowski
10. Wyżyna Lubelska
11. Jura Częstochowska
12. Roztocze
13. Góry Świętokrzyskie

### Sezon 3, 2019 r.
1. Szlak Zabytków Techniki Województwa Śląskiego
2. Łużyce Górne
3. Z biegiem Wisły. Od Czerwińska do Torunia
4. Łódź – amerykańskie miasto
5. Pobrzeże Koszalińskie
6. Podlasie Wschodnie
7. Małopolska – Region UNESCO
8. Od Wałbrzycha do Wrocławia
9. Podgórze Rzeszowskie
10. Śląsk Cieszyński
11. Powiat Tatrzański
12. Trasą kolei WKD do Grodziska Mazowieckiego
13. Mazury Zachodnie

### Sezon 4, 2020 r.
1. Beskid Sądecki
2. Puszcza Kampinoska
3. Wielkopolska Południowo-Zachodnia
4. Władysławowo i okolice
5. Kraina Wygasłych Wulkanów
6. Zatoka Gdańska
7. Pojezierze Gnieźnieńskie
8. Pojezierze Lubuskie i Park Narodowy Ujście Warty
9. Wzdłuż Noteci
10. Z biegiem Odry. Od Bramy Morawskiej do Brzegu
11. Kotlina Kłodzka
12. Mazury
13. Ponidzie

### Sezon 5, 2021 r.
1. Na południe od Warszawy. (Orońsko – Otwock)
2. Dolina dolnej Narwi (Szóstaki – Serock)
3. Od małego Krakowa do małego Krakowa (Bóbrka – Tarnów)
4. Nowy Sącz – Babia Góra
5. Na południe od Łodzi (Kleszczów – Dąbrowa nad Czarną)
6. Nadodrze (Trzebiechów – Głogów)
7. Od Legnicy do Trzebnicy
8. Góry Sowie (Jezioro Bystrzyckie – Henryków)
9. Rudawski Park Krajobrazowy
10. Szlakiem Warty
11. Wielkopolski Park Narodowy
12. Bory Tucholskie

### Sezon 6, 2022 r.
1. Bory Dolnośląskie
2. Szlakiem Templariuszy
3. Śladami zamków i inkwizycji
4. Ze Śląska do Krakowa
5. Wokół Szczecina
6. Zagłębie Dąbrowskie
7. Polesie Lubelskie
8. Na wschód od Warszawy
9. Od Bań do Pisza
10. Wzdłuż północnych granic

Źródło

### Sezon 7, 2023 r.
1. Beskid Wyspowy
2. Śląskie drogi
3. W sercu kraju
4. Centralny Okręg Przemysłowy (COP)
5. Staropolski Okręg Przemysłowy
6. Puszcza Drawska
7. Dolina Słupi
8. Szlakami Podkarpacia
9. Tajemniczy Dolny Śląsk
10. Na południe od Wrocławia

### Sezon 8, 2024 r.
1. Krajna i Bory Tucholskie
2. Na styku regionów
3. Górnośląski elementarz
4. W Góry Złote
5. Łemkowszczyzna
6. Grody Czerwieńskie
7. W górę Odry
8. Pomezania
9. Narwiański Park Narodowy
10. Mazury Garbate

### Sezon 9, 2025 r.
1. Ojcowski Park Narodowy
2. Śląskie osobliwości
3. Łódzkie
4. Nad Wartą i Liswartą
5. Obrazy Mazowsza
6. Pojezierze Chełmińskie
7. Wielkopolskie klimaty
8. Cztery parki krajobrazowe
9. Pomorze Środkowe i Zachodnie
10. Kaszuby morskie, Kaszuby jeziorne

## Serie inspirowane
Zamki, dworki, pałace - 4 sezony - 2020 - 2024 r.
Nad Wodą - 3 sezony - 2021 - 2024 r.
Stadiony - 1 sezon - 2024 r.